# RAB3IP
RAB3IP‏ (RAB3A interacting protein) هوَ بروتين يُشَفر بواسطة جين RAB3IP في الإنسان.